# UCI Africa Tour 2011
L'UCI Africa Tour 2011 fu la settima edizione dell'UCI Africa Tour, uno dei cinque circuiti continentali di ciclismo dell'Unione Ciclistica Internazionale. Era composto inizialmente da trentuno corse, poi ridotte a ventitré effettive, che si svolsero tra ottobre 2010 e luglio 2011 in Africa.

## Calendario

### Ottobre 2010
| Data  | Prova                   | Cat. | Vincitore      | Squadra            |
| ----- | ----------------------- | ---- | -------------- | ------------------ |
| 6-9   | Grand Prix Chantal Biya | 2.2  | Martinien Tega | SNH Vélo Club      |
| 22-31 | Tour du Faso            | 2.2  | Julien Schick  | Team Reine Blanche |

### Novembre 2010
| Data  | Prova                              | Cat. | Vincitore                                                                    | Squadra                                                                      |
| ----- | ---------------------------------- | ---- | ---------------------------------------------------------------------------- | ---------------------------------------------------------------------------- |
| 4     | GP Sakia El Hamra                  | 1.2  | Mouhassine Lahsaini                                                          | Marocco                                                                      |
| 5     | GP Oued Eddahab                    | 1.2  | Abdelatif Saadoune                                                           | Marocco                                                                      |
| 6     | GP Al Massira                      | 1.2  | Tarik Chaoufi                                                                | Marocco                                                                      |
| 10    | Campionati Africani - Cronosquadre | CC   | Eritrea(Daniel Teklehaimanot, Meron Russom, Tesfai Teklit, Frekalsi Debesay) | Eritrea(Daniel Teklehaimanot, Meron Russom, Tesfai Teklit, Frekalsi Debesay) |
| 12    | Campionati Africani - Crono        | CC   | Daniel Teklehaimanot                                                         | Eritrea                                                                      |
| 14    | Campionati africani - In Linea     | CC   | Daniel Teklehaimanot                                                         | Eritrea                                                                      |
| 17-25 | Tour du Rwanda                     | 2.2  | Daniel Teklehaimanot                                                         | Cervélo TestTeam                                                             |

### Gennaio
| Data  | Prova                     | Cat. | Vincitore        | Squadra       |
| ----- | ------------------------- | ---- | ---------------- | ------------- |
| 25-30 | La Tropicale Amissa Bongo | 2.1  | Anthony Charteau | Team Europcar |

### Febbraio
| Data  | Prova                         | Cat. | Vincitore        | Squadra            |
| ----- | ----------------------------- | ---- | ---------------- | ------------------ |
| 6-12  | Tour du Mali                  | 2.2  | Annullata        |                    |
| 8-13  | Tour d'Égypte                 | 2.2  | Annullata        |                    |
| 15    | Grand Prix de Sharm el-Sheikh | 1.2  | Annullata        |                    |
| 19-26 | Tour of South Africa          | 2.2  | Kristian House   | Rapha Condor-Sharp |
| 27-7  | Tour du Cameroun              | 2.2  | Oumarou Minougou | Burkina Faso       |

### Marzo
| Data | Prova                  | Cat. | Vincitore           | Squadra |
| ---- | ---------------------- | ---- | ------------------- | ------- |
| 18   | Grand Prix of Al Fatah | 1.2  | Annullata           |         |
| 25-3 | Tour du Maroc          | 2.2  | Mouhassine Lahsaini | Marocco |

### Aprile
| Data  | Prova                    | Cat. | Vincitore       | Squadra              |
| ----- | ------------------------ | ---- | --------------- | -------------------- |
| 7     | Challenge Khouribga      | 1.2  | Maroš Kováč     | Dukla Trenčín Merida |
| 8     | Challenge Youssoufia     | 1.2  | Adil Jelloul    | Marocco              |
| 9     | Challenge Ben Guerir     | 1.2  | Hassan Zahboune | Marocco              |
| 19-24 | Tour Ivoirien de la Paix | 2.1  | Annullata       |                      |

### Maggio
| Data | Prova                                             | Cat. | Vincitore         | Squadra                              |
| ---- | ------------------------------------------------- | ---- | ----------------- | ------------------------------------ |
| 6    | Challenge du Prince - Trophée Princier            | 1.2  | Ezzedine Agab     | Groupement Sportif Petrolier Algérie |
| 7    | Challenge du Prince - Trophée de l'Anniversaire   | 1.2  | Volodymyr Bileka  | Amore & Vita                         |
| 8    | Challenge du Prince - Trophée de la Maison Royale | 1.2  | Vladislav Borisov | Amore & Vita                         |

### Giugno
| Data  | Prova                    | Cat. | Vincitore            | Squadra                              |
| ----- | ------------------------ | ---- | -------------------- | ------------------------------------ |
| 11-12 | Kwita Izina Cycling Tour | 2.2  | Daniel Teklehaimanot | Eritrea                              |
| 27-1  | Tour d'Algérie           | 2.2  | Ezzeddine Agab       | Groupement Sportif Petrolier Algérie |

### Luglio
| Data  | Prova           | Cat. | Vincitore      | Squadra                              |
| ----- | --------------- | ---- | -------------- | ------------------------------------ |
| 2     | Circuit d'Alger | 1.2  | Ezzeddine Agab | Groupement Sportif Petrolier Algérie |
| 20-24 | Giro d'Eritrea  | 1.2  | Meron Russom   | Eritrea                              |

### Settembre
| Data | Prova                          | Cat. | Vincitore | Squadra |
| ---- | ------------------------------ | ---- | --------- | ------- |
| 12   | Cup of Omar Mokhtar Water Tank | 1.2  | Annullata |         |
| 13   | Cup of Agdabia Water Tank      | 1.2  | Annullata |         |
| 15   | Cup of Al Gurdabiya Water Tank | 1.2  | Annullata |         |
| 16   | Cup of Bu Zayan Water Tank     | 1.2  | Annullata |         |

## Classifiche
Risultati finali.
| Pos. | Corridore            | Squadra       | Punti  |
| ---- | -------------------- | ------------- | ------ |
| 1    | Adil Jelloul         |               | 446    |
| 2    | Daniel Teklehaimanot |               | 325,67 |
| 3    | Ezzeddine Agab       | Petr. Algérie | 248,33 |
| 4    | Tarik Chaoufi        |               | 203    |
| 5    | Mouhcine Lahsaini    |               | 184    |
| 6    | Abdelati Saadoune    |               | 124    |
| 7    | Freqalsi Abrha       |               | 120,67 |
| 8    | Anthony Charteau     | Europcar      | 112    |
| 9    | Johann Rabie         |               | 109    |
| 10   | Natnael Berhane      |               | 106    |

| Pos. | Squadra              | Punti  |
| ---- | -------------------- | ------ |
| 1    | GS Petrolier Algérie | 463,66 |
| 2    | Team Europcar        | 197    |
| 3    | Team Bonitas         | 188,34 |
| 4    | MTN Qhubeka          | 175,67 |
| 5    | Rapha Condor-Sharp   | 150    |
| 6    | Amore & Vita         | 129    |
| 7    | FDJ                  | 94     |
| 8    | Team NetApp          | 75     |
| 9    | Miche-Guerciotti     | 70     |
| 10   | Dukla Trenčín Merida | 58     |

| Pos. | Nazione      | Punti  |
| ---- | ------------ | ------ |
| 1    | Marocco      | 1 212  |
| 2    | Eritrea      | 806,68 |
| 3    | Sudafrica    | 581,67 |
| 4    | Algeria      | 548,99 |
| 5    | Burkina Faso | 300    |
| 6    | Camerun      | 202    |
| 7    | Namibia      | 149,67 |
| 8    | Angola       | 140    |
| 9    | Lesotho      | 140    |
| 10   | Zimbabwe     | 140    |